# Nine's fox
Nine's fox（ナインズフォックス）は、コンシューマーゲームのブランド、および運営会社であり、プリンセスソフトの姉妹ブランドでもある。Nine's foxの命名は志倉千代丸による。

## 主な作品一覧
斜字表記は、移植元のブランド・原題。
2006年
- 9月28日『乙女の事情』

2007年
- 5月31日『きると 貴方と紡ぐ夢と恋のドレス』（CLOVER『きると』）
- 7月26日『夜刀姫斬鬼行 -剣の巻-』（Terios『夜刀姫斬鬼行』）
- 9月13日『死角探偵 空の世界 〜Thousand Dreams〜』
- 9月27日『カラフルアクアリウム 〜My Little Mermaid〜』（eufonie『カラフルアクアリウム』）
- 10月25日『熱帯低気圧少女』

2008年
- 6月26日『銀のエクリプス』（CORE『FANATICA』）